# 索菲皮利
49°22′16″N 29°49′41″E / 49.37111°N 29.82806°E

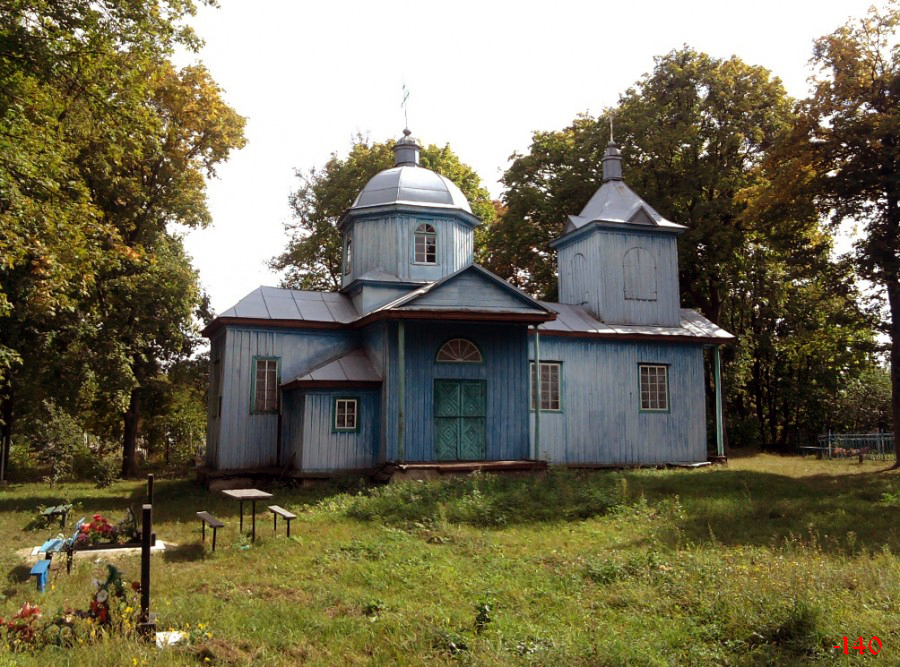

索菲皮利（烏克蘭語：Софіпіль）是位於烏克蘭北部的村莊，由基辅州白采爾克瓦區的泰蒂伊夫市鎮負責管轄。該村始建於1810年，面積1.46平方公里，海拔高度224米，2021年人口137，人口密度每平方公里154.7人。